# Caja Rural-Seguros RGA/Saison 2016
Diese Liste beschreibt die Mannschaft und die Erfolge des Radsportteams Caja Rural-Seguros RGA in der Saison 2016.

## Saison 2016

### Erfolge in der UCI Europe Tour
Bei den Rennen der UCI Europe Tour im Jahr 2016 gelangen dem Team nachstehende Erfolge.
| Datum              | Rennen                          | Kat. | Fahrer          |
| ------------------ | ------------------------------- | ---- | --------------- |
| 6. Februar         | 4. Etappe Étoile de Bessèges    | 2.1  | Ángel Madrazo   |
| 25. April          | 2. Etappe Türkei-Rundfahrt      | 2.HC | Pello Bilbao    |
| 29. April          | 6. Etappe Türkei-Rundfahrt      | 2.HC | Jaime Roson     |
| 30. April          | 1. Etappe Vuelta a Asturias     | 2.1  | Hugh Carthy     |
| 24. April – 1. Mai | Gesamtwertung Türkei-Rundfahrt  | 2.HC | José Gonçalves  |
| 30. April – 2. Mai | Gesamtwertung Vuelta a Asturias | 2.1  | Hugh Carthy     |
| 13. Mai            | 1. Etappe Volta Cova da Beira   | 2.1  | Eduard Prades   |
| 14. Mai            | 2. Etappe Volta Cova da Beira   | 2.1  | José Gonçalves  |
| 04. August         | 7. Etappe Portugal-Rundfahrt    | 2.1  | José Gonçalves  |
| 06. August         | 5. Etappe Burgos-Rundfahrt      | 2.HC | Sergio Pardilla |

### Erfolge in der UCI America Tour
Bei den Rennen der UCI America Tour im Jahr 2016 gelangen dem Team nachstehende Erfolge.
| Datum    | Rennen                       | Kat. | Fahrer        |
| -------- | ---------------------------- | ---- | ------------- |
| 05. Juni | Philadelphia Cycling Classic | 1.1  | Eduard Prades |

### Zugänge – Abgänge
| Zugänge            | Team 2015         | Abgänge                      | Team 2016                         |
| ------------------ | ----------------- | ---------------------------- | --------------------------------- |
| Jaime Roson        | Team Ecuador      | Amets Txurruka               | Orica GreenEdge                   |
| Jonathan Lastra    | Neoprofi          | Heiner Parra                 | Boyacá Raza de Campeones          |
| Domingos Goncalves | Efapel-Glassdrive | Omar Fraile                  | Team Dimension Data               |
| Diego Rubio        | Efapel-Glassdrive | Francesco Lasca              |                                   |
| Alberto Gallego    | Rádio Popular     | Alberto Gallego (bis 26.01.) |                                   |
|                    |                   | Fernando Grijalba            | Inteja-MMR Dominican Cycling Team |

### Mannschaft
| Teamkader 2016                                             | Teamkader 2016     | Teamkader 2016         | Teamkader 2016                        |
| Name                                                       | Geburtsdatum       | Land                   | Vorheriges Team                       |
| ---------------------------------------------------------- | ------------------ | ---------------------- | ------------------------------------- |
| Francisco Javier Aramendia                                 | 5. Dezember 1986   | Spanien                | Euskaltel-Euskadi (2011)              |
| David Arroyo                                               | 7. Januar 1980     | Spanien                | Movistar Team (2012)                  |
| Carlos Barbero                                             | 29. April 1991     | Spanien                | Euskadi (2014)                        |
| Miguel Ángel Benito                                        | 21. September 1993 | Spanien                | Caja Rural-Seguros RGA amateur (2014) |
| Pello Bilbao                                               | 25. Februar 1990   | Spanien                | Euskaltel Euskadi (2013)              |
| Hugh Carthy                                                | 9. Juli 1994       | Vereinigtes Königreich | Rapha Condor JLT (2014)               |
| Fabricio Ferrari                                           | 3. Juni 1985       | Uruguay                | Caja Rural amateur (2009)             |
| Alberto Gallego (1. Jan.–26. Jan.)                         | 25. November 1990  | Spanien                | Rádio Popular-Boavista (2015)         |
| Domingos Gonçalves                                         | 13. Februar 1989   | Portugal               | Efapel (2015)                         |
| José Gonçalves                                             | 13. Februar 1989   | Portugal               | La Pomme Marseille 13 (2014)          |
| Jonathan Lastra                                            | 3. Juni 1993       | Spanien                | Caja Rural-Seguros RGA amateur (2015) |
| Ángel Madrazo                                              | 30. Juli 1988      | Spanien                | Movistar Team (2013)                  |
| Lluís Mas                                                  | 15. Oktober 1989   | Spanien                | Burgos BH-Castilla y León (2013)      |
| Antonio Molina                                             | 4. Januar 1991     | Spanien                | Caja Rural-Seguros RGA amateur (2013) |
| Sergio Pardilla                                            | 16. Januar 1984    | Spanien                | MTN-Qhubeka (2014)                    |
| Eduard Prades                                              | 9. August 1987     | Spanien                | Matrix Powertag (2014)                |
| Jaime Rosón                                                | 13. Januar 1993    | Spanien                | Caja Rural-Seguros RGA amateur (2014) |
| Diego Rubio                                                | 13. Juni 1991      | Spanien                | Efapel (2015)                         |
| Héctor Sáez                                                | 6. November 1993   | Spanien                | Caja Rural-Seguros RGA amateur (2015) |
| Ricardo Vilela                                             | 18. Dezember 1987  | Portugal               | OFM-Quinta da Lixa (2014)             |
| Iker Azkarate (1. Aug.–31. Dez., Stagiaire)                | 20. April 1994     | Spanien                |                                       |
| Jon Irisarri (1. Aug.–31. Dez., Stagiaire)                 | 9. November 1995   | Spanien                | Fundación Euskadi-EDP (2015)          |
| Josu Zabala (1. Aug.–31. Dez., Stagiaire)                  | 11. April 1993     | Spanien                | Caja Rural-Seguros RGA (2016)         |
|                                                            |                    |                        |                                       |
| Quellen: ProCyclingStats Cycling Quotient Cycling Archives |                    |                        |                                       |